# Katedralen i Dubrovnik
Katedralen i Dubrovnik, officiellt Jungfru Marie himmelsfärd katedral (kroatiska: Katedrala Marijina Uznesenja), är en kulturminnesskyddad romersk-katolsk domkyrka i Dubrovnik i Kroatien. Den är Dubrovniks stifts huvudkyrka och säte för stadens biskop. Kyrkobyggnaden uppfördes i barockstil åren 1671–1713 och ligger vid Marin Držićs torg i den av Unesco världsarvslistade Gamla stan. I dess skattkammare finns drygt 200 relikskrin och religiösa föremål av guld och silver.      

## Historik
Dubrovniks katedral är uppförd på platsen för tidigare kyrkobyggnader och är den fjärde kända kyrkan på denna plats. Genom en gradvis ombyggnation och tillbyggnad av Sankt Peters kyrka från 600-talet lades grunderna till en domkyrka som fanns på platsen på 1000-talet. Åren 1131–1157 uppfördes den romanska Sankta Marias basilika på platsen. Enligt en myt finansierades basilikans uppförande delvis av den engelske kungen Rikard Lejonhjärta. Det finansiella bidraget var en votivgåva från kungen som på sin hemväg från tredje korståget år 1192 överlevt ett skeppsbrott vid ön Lokrum.  
Sankta Marias basilika, den nuvarande katedralens föregångare, skadades mycket svårt i den stora jordbävningen år 1667. Det styrande rådet i den dåvarande republiken Dubrovnik gav den italienske arkitekten Andrea Buffalini i uppdrag att projektera en ny katedral i barockstil. Uppförandet av den nya katedralen fortgick åren 1671–1713 och inkluderade flera vid tiden välrenommerade arkitekter och byggnadsmästare, däribland Francesco Cortese, Paolo Andreotti, Pier Antonio Bazzi, Tommaso Napoli och Ilija Katičić. 
År 1876 skadades katedralen i en brand och användes inte de påföljande två åren. Den skadades ånyo i samband med jordbävningen år 1979 och restaurerades åren 1980–1986.
Dubrovniks katedral skadades av minst en granat under det kroatiska självständighetskriget vilket skedde under belägringen av Dubrovnik år 1991 då den jugoslaviska armén som då bestod av serbiska och montenegrinska enheter besköt staden med tungt artilleri. Skadorna har sedan dess reparerats.

## Beskrivning
Dubrovniks katedral är en kyrkobyggnad med stildrag från barocken. Den har en hög kupol och tre skepp som omgärdas av tre absider. Sidoaltarna pryds med målningar av italienska och dalmatiska konstnärer. Altartavlan ovanför katedralens högaltare domineras av ett polyptyk som är en version av Marie himmelsfärd målad av Tizian omkring år 1522.
På var sida om portalen på byggnadens huvudfasad finns två korintiska kolonner och en sidoingång. I djupa nischer på var sida av fasaden finns statyer föreställande stadens skyddshelgon sankt Blasius. Högst upp på fasadens centrala del finns en triangulär gavel med ett barockfönster och längs med byggnadens övre delar löper en balustrad med statyer föreställande olika helgon.  

## Skattkammaren
I katedralens skattkammare (Riznica katedrale) finns 161 relikskrin, målningar, religiösa föremål och gåvor från olika regenter som vittnar om Dubrovniks internationella kontakter och rika historia som sjöfartsnation. Föremålen är från 1000–1700-talet och är verk av lokala mästare eller har sitt ursprung från Bysantinska riket, Venedig eller Orienten. Till de mest vördade föremålen i samlingen räknas relikerna efter sankt Blasius huvud och arm. De påstådda relikerna av hans huvud förvaras i ett relikskrin som har formen av en stiliserad bysantinsk kejsarkrona utsmyckad med medaljer och ädelstenar.
Dubrovnik-katedralens skattkammare var tidigare en av de rikaste vid Adriatiska havet. I samband med den stora jordbävningen år 1667 förstördes den tidigare Sankt Marias basilika och en del av samlingen. De kvarvarande föremålen flyttades till Revelinfästningen och senare till  dominikanklostret. Under ceremoniella former flyttades samlingen till nuvarande plats på Sankt Blasius dag år 1721.
I oktober 2002 genomfördes en inventering av katedralens skattkammare som visade att det fanns 161 relikskrin medan 21 relikskrin saknades från den gamla samlingen som förolyckades i jordbävningen 1667. Inventeringen bekräftade resultatet från en tidigare inventering genomförd den 7 juli 1945.

## Galleri

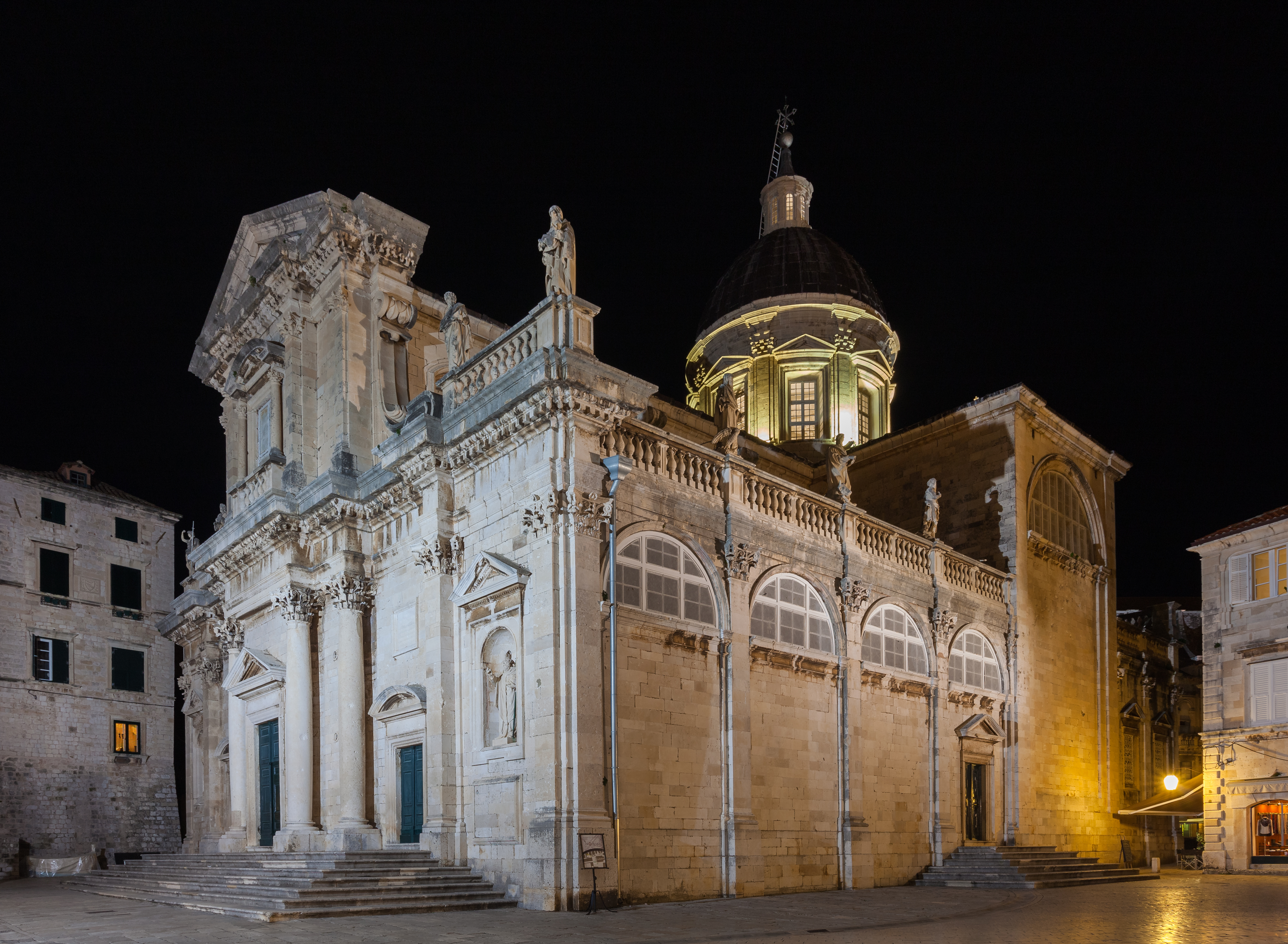
Nattvy över katedralen.
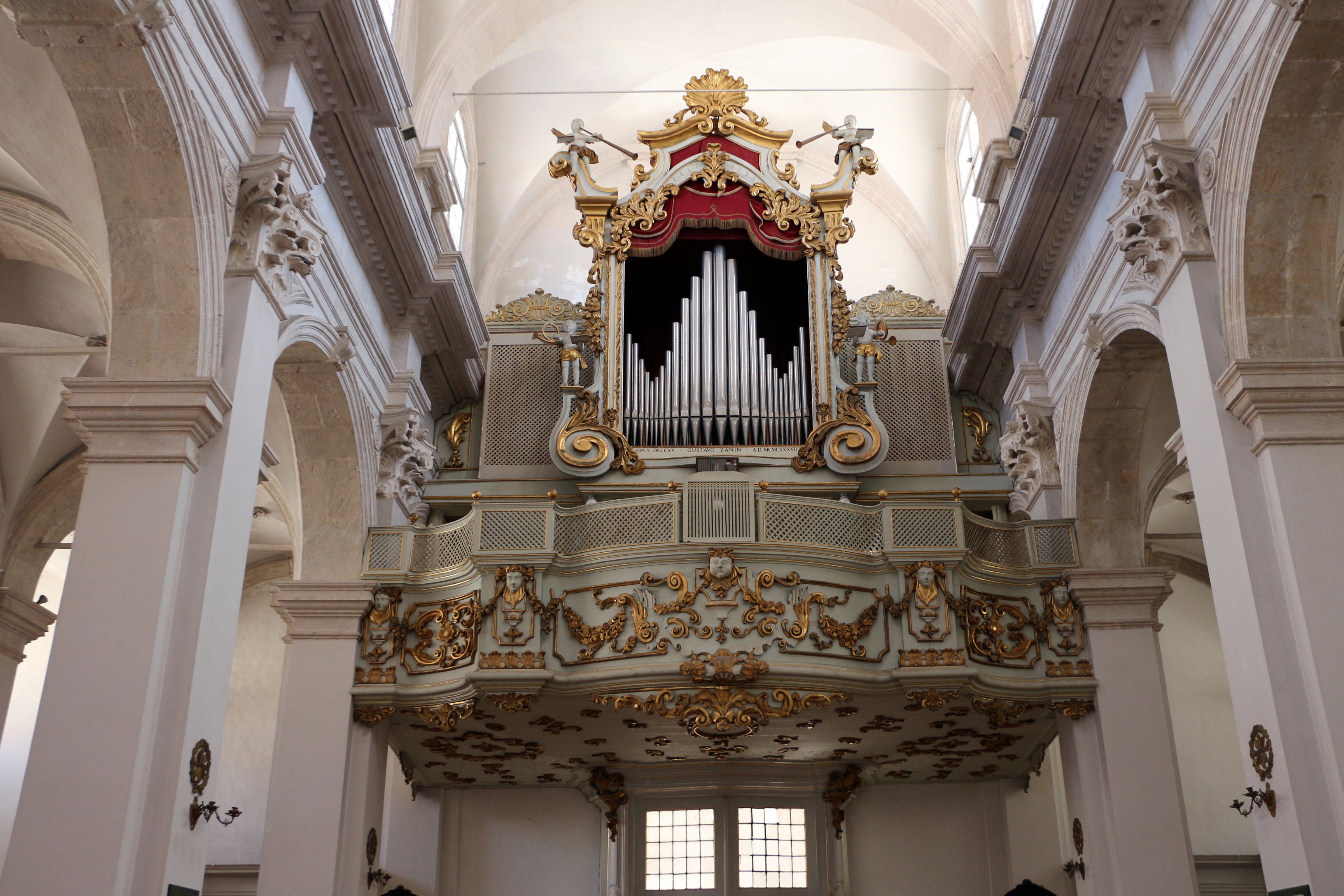
Katedralens orgel.
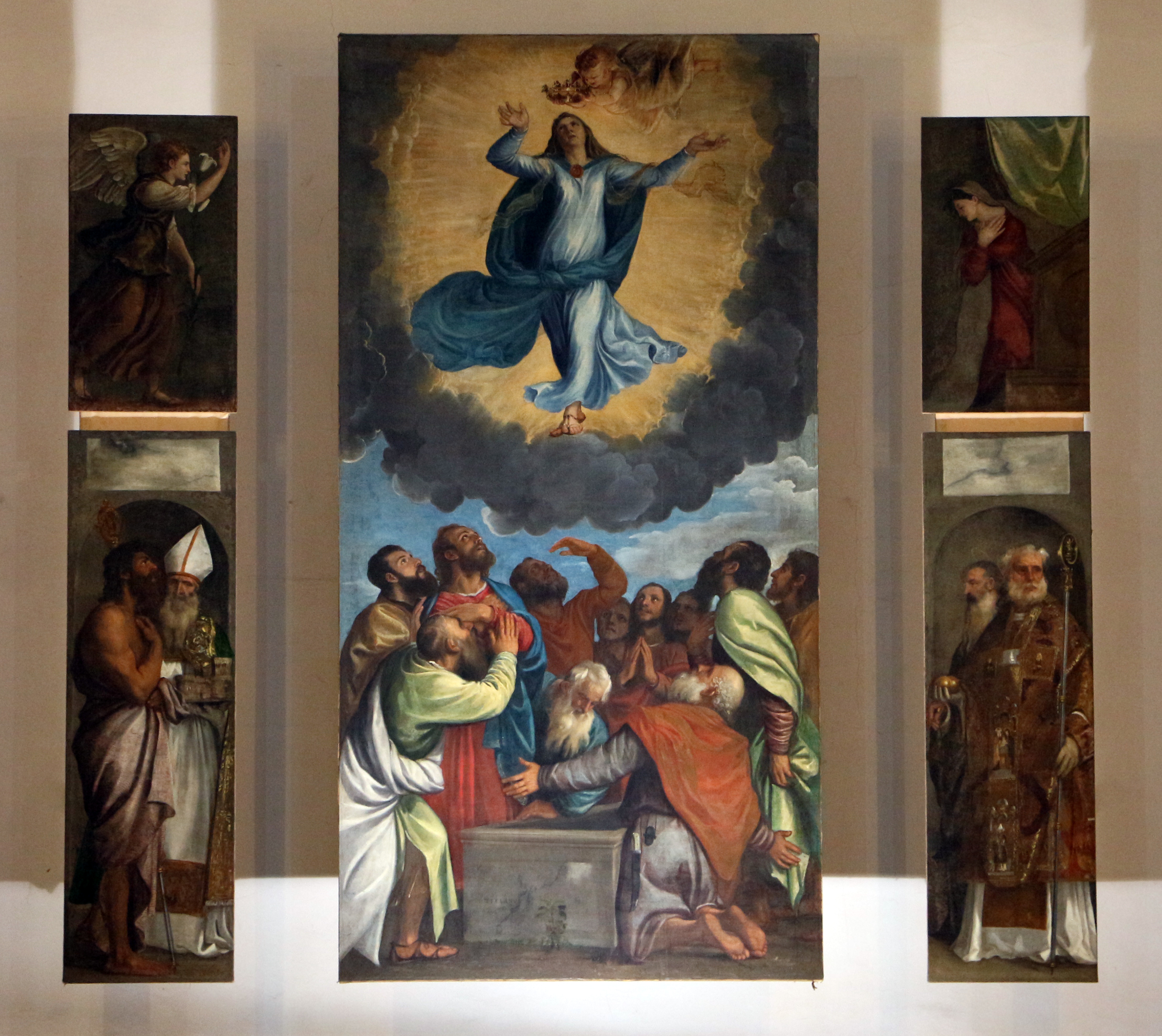
Katedralens altarmålning, en polyptyk av Tizian.
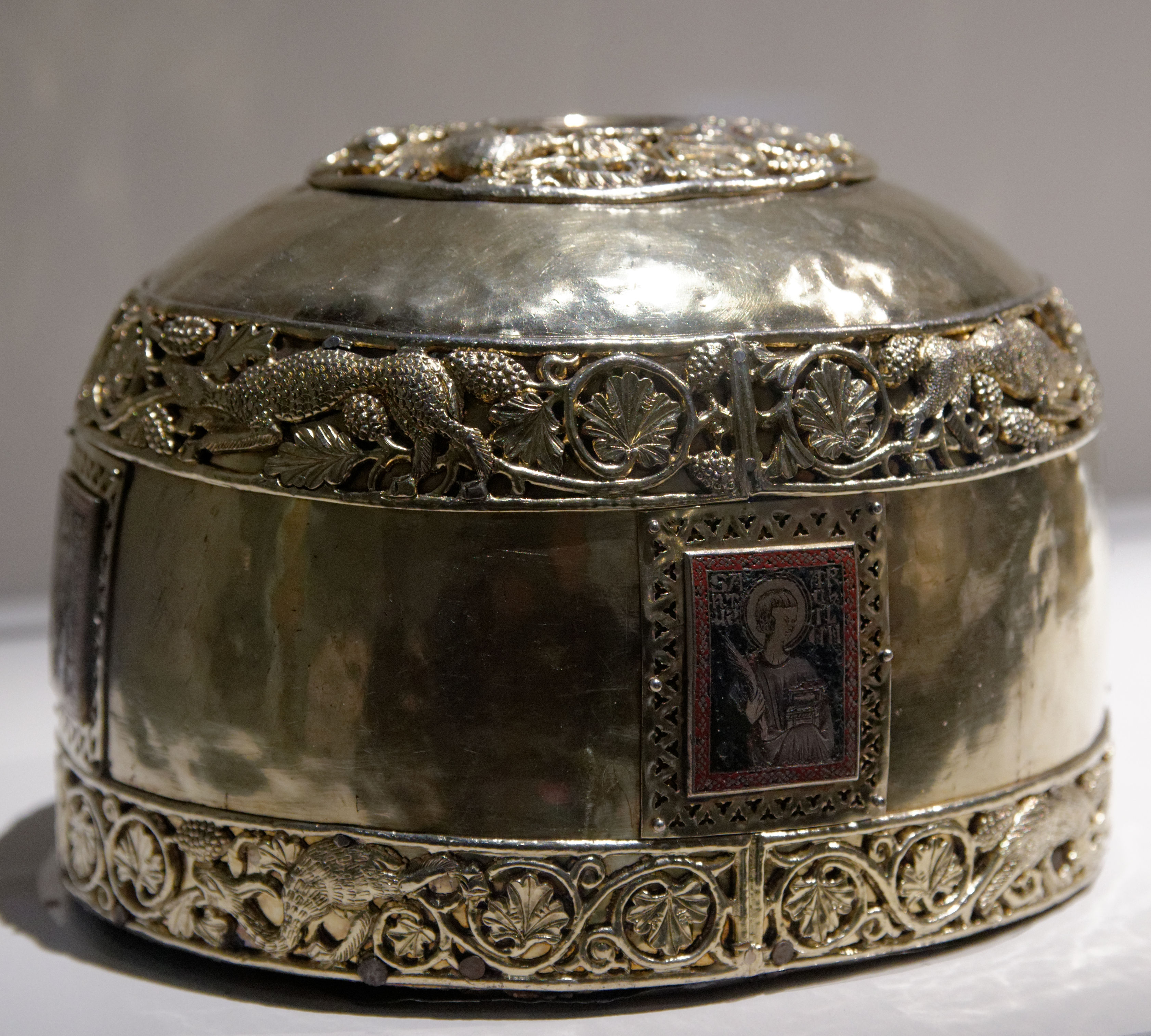
Huvudrelikvarium i katedralens skattkammare.